# 過界
《過界》是一部2013年香港電影，新晉導演劉韻文執導，劉嘉玲與陳坤主演，入選康城影展“一種關注”單元。2013年11月21日在香港上映，中国大陆于2014年2月14日上映。

## 劇情
安娜(劉嘉玲飾)本來是一位闊太。不過某天她的富有丈夫突然失蹤，令她頓時生活拮据。安娜的司機輝(陳坤飾)與太太住在深圳。兩人正在期待著第二個孩子的降臨。不過由於中國的一孩政策，兩人必須要找到錢支付罰款，或者安排太太來港產子。

## 主演
| 演員   | 角色                         |
| 劉嘉玲 | 黃翠珊Anna                   |
| 陳坤   | 黃子輝(Anna的司機)           |
| 田原   | 阿婷，黃子輝之妻             |
| 江美儀 | Jane                         |
| 盧覓雪 | Mabel                        |
| 何華超 | 舞蹈導師                     |
| 鄭丹瑞 | Leo，黃翠珊的丈夫            |
| 車婉婉 | LuLu（護士），黃子輝的前女友 |

## 獎項及提名
| 獎項                     | 類別              | 名字     | 結果 |
| ------------------------ | ----------------- | -------- | ---- |
| 康城影展                 | 「一種關注」 單元 | 《過界》 | 提名 |
| 2013年香港亞洲電影節     | 最佳新導演        | 劉韻文   | 提名 |
| 第50屆金馬獎             | 最佳原創電影音樂  | 莊柏信   | 提名 |
| 摩洛哥薩累國際婦女電影節 | 最佳男演員        | 陳坤     | 獲獎 |
| 第九屆大阪亞洲電影節     | 最佳女主角        | 劉嘉玲   | 獲獎 |

## 評價
不少影評人認為導演手法不夠成熟，幸劉嘉玲的演出仍獲美國《Variety》（綜藝）雜誌影評人激讚，成為全片一大亮點。